# Sparks Fly
Sparks Fly é o álbum de estreia da cantora, compositora e atriz norte-americana, Miranda Cosgrove, lançado em 27 de abril de 2010 pela editora discografica Columbia Records. A produção deste álbum foi anunciada em julho de 2008, mas o lançamento foi adiado em quase dois anos. A versão deluxe contém as faixas da versão padrão e cinco canções exclusivas. Foi lançada em 27 de abril de 2010 nos Estados Unidos, no México, no Canadá, no Reino Unido e no Japão. Na Alemanha a versão deluxe foi lançada dia 2 de julho de 2010.
O álbum obteve críticas geralmente mistas, tanto por parte dos críticos quanto por parte dos fãs. Alguns deles chegaram a afirmar que Miranda possuía características semelhantes as de suas "colegas" Avril Lavigne e Miley Cyrus. Sparks Fly obteve um bom desempenho comercial em países internacionais, como a Áustria, Alemanha, entre outros. Ele foi promovido principalmente por meio de performances ao vivo, que incluíram um mini-concerto no The Today Show e performances durante a Dancing Crazy Tour, que estreou no dia 24 de janeiro de 2011 e terminou no dia 24 de fevereiro do mesmo ano. Sparks Fly vendeu 36.000 cópias em sua semana de estreia apenas nos Estados Unidos, e alcançou a 8ª posição na Billboard 200.
Seu primeiro single, "Kissin U" foi lançado em 12 de março de 2010. Foi co-escrito por Miranda, Claude Kelly e Dr. Luke.

## Antecedentes e desenvolvimento
A carreira musical de Miranda começou com a gravação de "Leave It All to Me", canção tema da série de televisão iCarly, da Nickelodeon, na qual ela interpreta a protagonista e personagem título. A canção conta com a participação do seu antigo parceiro de elenco em Drake & Josh, Drake Bell, e foi escrita por Michael Corcoran, um dos membros da banda de Drake. Depois do sucesso de iCarly, a Columbia Records lançou uma trilha sonora da série em 10 de junho de 2008. Essa trilha sonora contava com quatro canções gravadas por Miranda, que eram "Leave It All to Me", "Stay My Baby", "About You Now" e "Headphones On". Ela afirmou, "Antes disso, eu não me via gravando  um álbum, mas quando eu passei algum tempo no estúdio gravando a canção tema e vi o quanto era divertido, eu quis voltar atrás".
Em julho de 2008, ela anunciou oficialmente que tinha planos para um álbum de estreia, afirmando que ele seria "diferente" de suas contribuições para a trilha sonora de iCarly e contaria com ela "co-escrevendo e realmente fazendo parte" do processo de criação, e dizendo que estava "interpretando uma personagem em iCarly, mas isso mostra mais de mim mesma. Algumas pessoas talvez pensem que eu sou apenas outra atriz lançando um álbum, mas eu quero provar que sou mais do que isso". O álbum demorou dois anos para ser feito, com o gerente de marketing da Columbia Records Chris Poppe dizendo em maio de 2010 que "Miranda começou a trabalhar [no álbum] aos 14 anos, e ela tem 16 agora. A diferença entre essas idades é imensa e as canções têm que crescer junto com ela".
Em 5 de fevereiro de 2009, Miranda lançou seu álbum de estreia; o EP de cinco faixas About You Now, exclusivo da loja virtual iTunes. O EP continha a faixa título "About You Now" e um remix dessa faixa, além de remixes de "Stay My Baby", "F.Y.I." e "Party Girl".
Em fevereiro de 2010, Miranda anunciou que o primeiro single do álbum seria chamado "Kissin U", que estreou ao vivo durante uma entrevista com ela feita por Ryan Seacrest. O título do álbum, Sparks Fly, vem das duas primeiras palavras de "Kissin U". A lista de faixas, incluindo as quatro faixas bônus da edição deluxe, foi anunciada pelo Tommy2.net em 12 de março de 2010, e sua capa um pouco mais tarde, em 19 de março. A canção "Daydream" foi gravada originalmente por Avril Lavigne, que a co-escreveu com Chantal Kreviazuk, e produzida por Raine Maida, com a intenção de estar em seu segundo álbum Under My Skin, mas depois foi descartada. "Disgusting" foi co-escrita e gravada primeiramente por Kesha, com Pebe Sebert, Sheppard Solomon e Tom Meredith, que a produziu, e poderia entrar no álbum de estreia da cantora. As duas canções não lançadas foram cedidas e gravadas por Miranda. "Shakespeare" é um cover e foi gravada originalmente por Susan Cagle, que a co-escreveu com Jason Brett Levine e tinha sido lançada como single de seu álbum de estreia The Subway Recordings. A faixa foi produzida por John Shanks para esse álbum. A canção "Adored" foi escrita por Miranda e The Matrix, que a produziu, e foi liberada para download digital gratuito dois anos antes do lançamento do álbum, primeiro como um rough mix e depois como a versão finalizada. "Charlie" foi co-escrita por Nicole Morier e Greg Kurstin, que a produziu, e foi lançada como faixa bônus da edição deluxe do álbum no iTunes.

## Composição
O álbum tem uma variedade de estilos: pop, pop rock, electropop, soft rock e dance-pop. Miranda afirmou que estava tentando encontrar seu próprio estilo no álbum, então experimentou diversos tipos de música. Em outra entrevista, ela disse que tentou colocar um pouco de sua própria emoção em todas as canções. A cantora descreveu o primeiro single "Kissin U" como "um tipo de canção realmente feliz e doce".  As faixas do álbum geralmente falam sobre amor e relacionamentos; Miranda disse que isso não foi intencional e que ela percebeu apenas quando já havia selecionado a lista de faixas dele.
Na sua crítica para o álbum, a Portrait Magazine afirmou que o álbum seria direcionado para adolescentes, dizendo que "o veredito sobre a tentativa musical de Miranda é, como seu álbum, um pouco confuso. Eu não acho que ela esteja no ponto para estar na rádio mainstream; ela tem um pouco mais de trabalho para fazer antes disso. Mas suas faixas bubblegum são boas o suficiente para tocarem nas rádios infantis, como a Rádio Disney, por exemplo. Seu som atual, uma mistura de batidas de clube e um pop açucarado, provavelmente vai fazer sucesso com os mais jovens do seu público. Eu apenas não sei se alguém com mais de treze anos vai querer escutar o seu álbum repetidas vezes. Faixas como "Disgusting" provavelmente se dariam bem com adolescentes mais velhos, mas quando eles já podem ouvir seu escritora na rádio, não vejo necessidade deles comprarem esse álbum". Também em sua crítica, a J!-ENT comentou sobre a composição de algumas faixas do disco, dizendo que "BAM contém uma melodia pop viciante de Antonina Armato (que já trabalhou com Miley Cyrus, David Archuleta e Selena Gomez & the Scene), Tim James e Rodney Jerkins (que já trabalhou com  Britney Spears, Brandy, Janet Jackson e Destiny's Child). Também presente em Sparks Fly está "Daydream", escrita por Avril Lavigne, e a canção tem definitivamente uma sensação musical de Avril, mas Cosgrove fez um ótimo trabalho nos vocais. Outras faixas incluem a de pop viciante "Disgusting"; "Shakespeare" - uma mais direcionada para o rock; a encantadora balada "Hey You", a açucarada e animada faixa pop "Oh Oh" e a bem feita/consistente faixa pop "There Will Be Tears"."
A Teenink elogiou o conteúdo das letras e a natureza amigável da música, dizendo que "qualquer garota amaria esse álbum porque ele é animado e descreve a maneira como a maioria das garotas se sentem quando estão apaixonadas. Sparks Fly é um disco maravilhoso porque ele é animado e tem música muito fácil de se identificar. O amor talvez machuque e parta seu coração, mas esse álbum com certeza colocará um sorriso no seu rosto". Depois eles disseram que o disco tem "uma boa batida musical e letras positivas. A canção 'BAM' é acelerada e fácil de se identificar. [...] Essa canção está dizendo que quando você encontra alguém que você ama nada mais importa, porque a única coisa que é importante é estar com essa pessoa".

## Alinhamento de faixas
| Edição padrão |                       |                                                 |                  |         |  |
| N.º           | Título                | Compositor(es)                                  | Performada por   | Duração |  |
| 1.            | "Kissin' U"           | Miranda Cosgrove, Lukasz Gottwald, Claude Kelly | Miranda Cosgrove | 3:18    |  |
| 2.            | "BAM"                 | Antonina Armato, Tim James, Rodney Jerkins      | Miranda Cosgrove | 2:50    |  |
| 3.            | "Disgusting"          | Kesha, Joshua Coleman, Neon Hitch               | Miranda Cosgrove | 3:39    |  |
| 4.            | "Shakespeare"         | Jason Brett Levine, Susan Cagle                 | Miranda Cosgrove | 3:41    |  |
| 5.            | "Hey You"             | Paula Winger, Kip Winger, Becky Pimm            | Miranda Cosgrove | 3:57    |  |
| 6.            | "There Will Be Tears" | Joshua Coleman, Allan Grigg, Bonnie McKee       | Miranda Cosgrove | 3:14    |  |
| 7.            | "Oh Oh"               | Peer Astrom, Savan Kotecha, Max Martin          | Miranda Cosgrove | 2:54    |  |
| 8.            | "Daydream"            | Avril Lavigne, Chantal Kreviazuk                | Miranda Cosgrove | 3:09    |  |

| Edição deluxe |                             |                                                               |                  |         |  |
| N.º           | Título                      | Compositor(es)                                                | Performada por   | Duração |  |
| 9.            | "Brand New You"             | Espen Lind, Amund Bjorklund, James Bourne                     | Miranda Cosgrove | 3:33    |  |
| 10.           | "What Are You Waiting For?" | Espen Lind, Amund Bjorklund, James Bourne                     | Miranda Cosgrove | 3:35    |  |
| 11.           | "Adored"                    | Miranda Cosgrove, Lauren Christy, Graham Edwards, Scott Spock | Miranda Cosgrove | 3:34    |  |
| 12.           | "Beautiful Mess"            | Desmond Child, lauren Christy, Jon Vella, Shane Swayney       | Miranda Cosgrove | 3:04    |  |

| Faixa bônus do iTunes |           |                             |                  |         |  |
| N.º                   | Título    | Compositor(es)              | Performada por   | Duração |  |
| 13.                   | "Charlie" | Greg Kurstin, Nicole Morier | Miranda Cosgrove | 3:14    |  |

| Faixas da edição do Japão. |                       |                                                            |         |  |
| N.º                        | Título                | Compositor(es)                                             | Duração |  |
| 1.                         | "Kissin' U"           | Miranda Cosgrove, Lukasz Gottwald, Claude Kelly            | 3:18    |  |
| 2.                         | "Disgusting"          | Kesha, Joshua Coleman, Neon Hitch                          | 3:38    |  |
| 3.                         | "High Maintenance"    | William Steinberg, Rivers Cuomo, Joshua Berman             | 3:10    |  |
| 4.                         | "Dancing Crazy"       | Avril Lavigne, Max Martin, Shellback                       | 3:43    |  |
| 5.                         | "There Will Be Tears" | Joshua Coleman, Allan Grigg, Bonnie McKee                  | 3:14    |  |
| 6.                         | "Kiss You Up"         | Jimmy Harry, Tony Kanal, Maureen McDonald                  | 3:07    |  |
| 7.                         | "Shakespeare"         | Jason Brett Levine, Susan Cagle                            | 3:41    |  |
| 8.                         | "Daydream"            | Avril Lavigne, Chantal Kreviazuk                           | 3:09    |  |
| 9.                         | "About You Now"       | Miranda Cosgrove, Kesha, Pebe Sebert                       | 3:10    |  |
| 10.                        | "Oh Oh"               | Peer Astrom, Savan Kotecha, Max Martin                     | 2:54    |  |
| 11.                        | "Hey You"             | Paula Winger, Kip Winger, Becky Pimm                       | 3:57    |  |
| 12.                        | "Face of Love"        | Lucas Secon, Carsten Mortensen, Scott Cutler, Anne Preven  | 3:33    |  |
| 13.                        | "BAM"                 | Antonina Armato, Tim James, Rodney Jerkins                 | 2:50    |  |
| 14.                        | "Sayonara"            | Lukasz Gottwald, Greg Kurstin, Bonnie McKee, Nicole Morier | 2:42    |  |
| 15.                        | "Leave It All To Me"  | Michael Corcoran, Dan Schneider                            | 2:41    |  |

## Recepção

### Análise da crítica
| Críticas profissionais | Críticas profissionais |
| Avaliações da crítica  | Avaliações da crítica  |
| Fonte                  | Avaliação              |
| ---------------------- | ---------------------- |
| Allmusic               | [ 17 ]                 |

O álbum foi recebido com críticas geralmente mistas. Stephen Thomas Erlewine, que escreveu uma resenha para o Allmusic, lhe criticou negativamente, dizendo que "Miranda acaba enterrada sob o peso da produção em Sparks Fly". Erlewine também disse que "Sparks Fly é um produto frio e calculado, tanto que sua versão padrão possui oito canções, então as quatro extras da "Edição Deluxe" parecem um presente. Miranda merece mais que isso". No entanto, Jeff Giles do Popdose deu ao álbum uma resenha mais positiva, dizendo que "Sparks Fly é um pedaço sob medida de um pop perfeitamente sob medida - em outra palavras, canções sobre garotos e garotas, escritas por homens e mulheres, e apresentadas por alguns dos estúdios veteranos mais afiados no mercado". Greg Victor, do Parcbench, também deu ao álbum, assim como à própria Miranda, uma crítica positiva, dizendo que o álbum foi "brilhantemente produzido e não vai lhe decepcionar se estiver procurando por alguma música divertida, nova e descomplicada". Sobre a cantora, ele comentou que "Ela é uma nova voz que se destaca em um campo superlotado de princesas do pop". Ele avaliou o álbum com quatro estrelas. Sparklingstar.net disse que "Sparks Fly tem um som pop clássico, se você é fã de Miley Cyrus e Britney Spears será um fã de Miranda, algo que eu devo dizer é que a voz dela soa incrível em todo o CD, e ela procurou encontrar canções que se encaixassem com sua voz".
A Commonsensemedia.org escreveu uma resenha mista, dizendo que "Previsível em suas melhores partes, penoso nas piores, Sparks Fly pode interessar apenas aos ouvidos mais novos, que não estão cansados pelas centenas de lançamentos que soam parecido. Miranda traz uma sinceridade única para esse amor bubblegum, e apesar dos instrumentas pop esquecíveis, sua mensagem é passada de forma alta e clara. Com um pouco de atitude corajosa, ela salva o CD de se afogar completamente em um mar de doçura". Starletinc.com também foi misto em sua crítica, dizendo que "Essa é a primeira tentativa de Miranda como cantora e ela foi bem. Ainda falta uma identidade, mas isso não é chocante para alguém de dezesseia nos, especialmente quando seu negócio principal é ser atriz e não cantora [...] Apesar de não ser nada especial, [o álbum] ainda é prazeroso o suficiente para ser ouvido". A crítica foi encerrada com uma avaliação de três estrelas.
Erin Clandaniel da Billboard disse em sua crítica, "Cheio dos riffs pop doce-sacarina e batidas de balançar cabeça que você esperaria de uma artista de TV da Nickelodeon, o álbum de estreia da estrela de 'iCarly' Miranda Cosgrove, entrega um pacote totalmente adolescente. A produção de the Matrix e Espionage, entre outros, melhora a entrega bem padrão de Cosgrove, mas algumas das letras são estranhamente vagas. Na melodia electro-pop da canção 'Disgusting' (co-escrita por Ke$ha) , ela canta 'It's disgusting how you change me from a bandit to a baby' (é repugnante como você me transformou de uma bandida em um bebê). E a balada baseada em piano "Hey You" cita brevemente  o mito grego de Ícaro e Dédalo, enquanto "Shakespeare" cita Jeff Buckley (que morreu em 1997, quando Cosgrove tinha quatro anos de idade). Com suas gritarras animadas e percussões, no hino feminino "There Will Be Tears", ela canta animadamente sobre ser 'aquela que partiu'. Os pais vão se cansar facilmente disso, mas Sparks Fly certamente irá tocar repetidamente em minivans pelo país".

### Performance comercial
Nos Estados Unidos, Sparks Fly debutou na 8ª posição da Billboard 200 vendendo 38.111 cópias em sua primeira semana. Na semana seguinte, o álbum caiu para a 34ª posição da lista, vendendo 18.116 cópias. Na semana seguinte, o álbum continuou caindo e chegou a 36ª posição, vendendo 12.685 cópias. Na quarta semana (1 mês) de vendas, o álbum caiu para a 44ª posição da lista vendendo 10.208 cópias. Nas duas semanas seguintes, o álbum vendeu, respectivamente, 8.708 e 9.006 cópias. Após seis semanas de vendas, o álbum havia vendido 96.834 cópias no país.

## Desempenho nas tabelas musicais

### Posições
| Tabelas musicais (2010)                   | Melhor posição |
| ----------------------------------------- | -------------- |
| Alemanha - German Albums Chart            | 96             |
| Áustria - Ö3 Austria Top 40               | 46             |
| Estados Unidos - Billboard 200            | 8              |
| Estados Unidos - Billboard Digital Albums | 15             |
| México - Mexican Albums Chart             | 84             |
| Suíça - Swiss Albums Chart                | 35             |
| Mundo - United World Chart                | 18             |

## Histórico de lançamento
| País        | Data                  | Gravadora          | Formato                 |
| ----------- | --------------------- | ------------------ | ----------------------- |
| EUA         | 27 de Abril de 2010   | Columbia/SME       | Standard/Deluxe edition |
| México      | 27 de Abril de 2010   | Columbia/SME       | Standard/Deluxe edition |
| Canadá      | 27 de Abril de 2010   | Columbia/SME       | Standard/Deluxe edition |
| Reino Unido | 27 de Abril de 2010   | Columbia/SME       | Standard/Deluxe edition |
| Japão       | 27 de Abril de 2010   | Columbia/SME       | Standard/Deluxe edition |
| Índia       | 6 de Maio 2010        | Epic/SME           | Standard edition        |
| Itália      | 6 de Maio 2010        | Epic/SME           | Standard edition        |
| Alemanha    | 2 de Julho de 2010    | Sony Music Germany | Deluxe edition          |
| Polônia     | 4 de Setembro de 2010 | Sony Music Poland  | Special edition CD/DVD  |